# Popis jezika po kodnim nazivima

## Vanjske poveznice
- ISO 639-3 Change Request Index (Popis jezika čiji zahtjevi čekaju priznanje  Arhivirana inačica izvorne stranice od 5. rujna 2008. (Wayback Machine)
- ISO 639-3 Index of Change Requests from 2006/Popis zahtjeva iz 2006 riješenih 2007 godine
- ISO 639-3 Index of Change Requests from 2007/Popis zahtjeva iz 2007 riješenih 2008 godine
- ISO 639-3 Index of Change Requests from 2008/Popis zahtjeva iz 2008 riješenih 2009 godine
- ISO 639-3 Index of Change Requests from 2009/Popis zahtjeva iz 2009 riješenih 2010 godine
- ISO 639-3 Index of Change Requests from 2010/Popis zahtjeva iz 2010 riješenih 2011 godine
- ISO 639-3 Index of Change Requests from 2011/Popis zahtjeva iz 2011 riješenih 2012 godine

- Ethnologue 13th
- Ethnologue 14th
- Ethnologue 15th
- Ethnologue 16th
- Ethnologue 17th
- Ethnologue 18th
- Ethnologue 19th
- Ethnologue 20th
- Ethnologue 21th